# Renée Gardès
Marie Noémie Gardès, bekannt als Renée Gardès, (* 11. Januar 1887 im 17. Arrondissement, Paris; † 6. Januar 1972 im 15.  Arrondissement, Paris) war eine französische Schauspielerin.
1921 heiratete sie Jules Lovic Marx.

## Filmografie (Auswahl)
- 1931: Faubourg Montmartre
- 1932: Le Baptême du petit Oscar
- 1935: La Mariée du régiment
- 1935: Train
- 1936: Anne Marie
- 1936: Ménilmontant
- 1936: La Petite Dame du wagon-lit
- 1936: Le Roi
- 1936: Tout va très bien madame la marquise
- 1938: Louise
- 1938: Remontons les Champs-Élysées
- 1941: L’Âge d’or
- 1942: Les Ailes blanches
- 1945: Boule
- 1946: Schweigen ist Gold (Le silence est d’or)
- 1948: Scandale
- 1950: La Rue sans loi
- 1950: Schwurgericht (Justice est faite)
- 1952: Wir sind alle Mörder (Nous sommes tous des assassins)
- 1953: Liebe im Kreise (Rue de l’Estrapade)
- 1953: La rafle est pour ce soir
- 1954: Der Hammel mit den fünf Beinen (Le Mouton à cinq pattes)
- 1955: Cette sacrée gamine / Mademoiselle Pigalle
- 1955: Coup dur chez les mous
- 1956: Die Wölfe (Pardonnez nos offenses)
- 1956: Mitsou und die Männer (Mitsou)
- 1957: Fernand clochard
- 1957: Mimi Pinson
- 1957: Une parisienne
- 1960: Quai Notre-Dame
- 1961: Die drei Wahrheiten (Les trois vérités)
- 1962: Les Mystères
- 1962: Ballade pour un voyou
- 1963: Vorsicht meine Damen (Méfiez-vous, mesdames)
- 1965: Le Jour
- 1965: L’Or du duc
- 1965: Der Tag danach Beach (Up from the Beach)
- 1966: Carré de dames pour un as
- 1967: Le Dimanche de la vie
- 1968: Die große Aktion (La grande lessive)
- 1969: Wahre Liebe rostet nicht (Le grand amour)
- 1969: La Maison de campagne
- 1970: Macédoine
- 1971: A Time for Loving
- 1971: Les Rendez-vous en forêt
- 1972: Quelque part quelqu’un
- 1972: L’Œuf
- 1972: Der Spanier (L’espagnol)